# Frank Wise
Frank Wise AO (Ipswitch, 13 mei 1897 – Cottesloe, 29 juni 1986) was de zestiende premier van West-Australië.

## Vroege jaren
Wise werd geboren in 1897 in Queensland. Hij was het derde kind uit het huwelijk van Charles Edward Wise, een winkelier, en Emily Gertrude Gordon. Wise volgde basisonderwijs in Rosalie, Mount Gravatt en East Brisbane en studeerde verder aan het 'Queensland Agricultural College' in Gatton. Hij werkte van 1913 tot 1917 op het familiale landbouwbedrijf. In mei 1917 ging hij als boerenknecht werken op de 'Roma State Farm' van het 'Queensland Department of Agriculture'. In 1920 ging hij aan de slag in Kairi op het Atherton Tableland en in het 'Home Hill Research Station' nabij Ayr.
Op 12 juni 1922 huwde Wise Elsie Dorothy Hunter in de 'St John’s Church of England' in Cairns. In 1923-24 onderzocht hij voor het 'Western Australian Department of Agriculture' de mogelijkheid om in het oosten van de regio Kimberley aan katoenteelt te doen. Van 1924 tot 1928 werkte hij in de landbouw in Gympie in Queensland.
In 1928-29 was Wise speciaal afgezant voor de 'North Australia Commission'. Hij onderzocht of het mogelijk was landbouw te ontwikkelen in de tropische gebieden van het Noordelijk Territorium en het noordwesten van West-Australië. Van 1929 tot 1933 adviseerde Wise de West-Australische overheid over het landbouwbeleid in het noordwesten van de staat. Hij was verantwoordelijk voor de ontwikkeling van de bananenteelt in de streek rond Carnarvon.

## Politieke carrière
Wise werd in 1920 lid van de Australian Labor Party. In 1930 deed hij voor het kiesdistrict Gascoyne mee aan de verkiezingen voor het West-Australische hogerhuis ('Legislative Council') maar werd niet verkozen. Drie jaar later nam hij weer aan de verkiezingen deel en won de zetel voor het kiesdistrict Gascoyne in het lagerhuis ('Legislative Assembly'). Hij zou tot 1951 voor labor in het lagerhuis zetelen.
In maart 1935 werd Wise minister van landbouw en van het departement North-West. In juli 1936 ruilde hij het departement North-West in voor politie en onderwijs. Hij was minister van politie tot maart 1937 en van onderwijs tot april 1939. In april 1939 werd Wise minister van ruimtelijke ordening ('Minister of Lands'). Hij zou tot juli 1945 minister van landbouw en ruimtelijke ordening blijven en was dus tien jaar lang minister van landbouw.
Op 9 september 1943 stierf Wises echtgenote. Op 11 november 1944 hertrouwde hij in de 'Christ Church' in Claremont met Patricia McCormick, een verpleegster.
Wise zat van 1943 tot 1946 de door de federale overheid opgerichte 'Rural Reconstruction Commission' voor. Hij legde er de grondslagen voor de naoorlogse landbouwpolitiek vast. In West-Australië overzag hij de hervorming van de 'Agricultural Bank' tot de 'Rural and Industries Bank'. De 'Agricultural Bank' werd aanzien als de bank die niet anders deed dan de schulden beheren, opgedaan door de landbouwers tijdens de crisis van de jaren 30. De 'Rural and Industries Bank' diende de naoorlogse ontwikkeling van zowel de primaire als de secundaire sector te ondersteunen.
Op 11 juli 1945 trad premier John Willcock omwille van gezondheidsproblemen af. De partij koos Wise unaniem als opvolger. Hij was de eerste en enige premier ooit afkomstig uit het noordwesten van de staat. Wise stond voor een zware taak. De publieke en private infrastructuur in West-Australië verkeerde in slechte staat na de crisis van de jaren 30 en de daaropvolgende Tweede Wereldoorlog. De oorlogseconomie diende naar een economie in vredestijd te worden overgeschakeld. De arbeiders in verscheidene industriële sectoren waren militanter dan ooit. Stakingen verstoorden het spoorvervoer en de elektriciteitsvoorzieningen doorheen de staat. In de regio Pilbara verlieten de Aborigines, aangemoedigd door de witte activist Don McLeod, de veestations.
Wises regering werd tijdens de verkiezingen van 1947 nipt verslagen waardoor een eind kwam aan 14 jaar laborbeleid. Een coalitie tussen de 'Liberal Party' en de 'Country Party' nam de macht over. Wise diende op 1 april 1947 zijn ontslag in en werd leider van de oppositie. In 1948 werd hij aangeduid tot voorzitter van de commissie over de 'Land Sales Control Act' en in 1950 van de commissie over de 'Kauri Timber Company Agreement Bill'. In 1950 verloor labor de verkiezingen opnieuw. Wise gaf zijn parlementszetel in juli 1951 op nadat hij door toenmalig federaal minister van territoria Paul Hasluck gevraagd werd om administrateur van het Noordelijk Territorium te worden.
Wise diende tot juli 1956 als administrateur. Hij concentreerde zich op de economische ontwikkeling van het Noordelijk Territorium. Het beleid aangaande de Aborigines liet hij aan Hasluck over. Onder Wise werd het door de oorlog getroffen Darwin heropgebouwd, de weginfrastructuur werden opgewaardeerd om de extensieve veeteelt te ondersteunen en nabij Rum Jungle werden uraniummijnen ontwikkeld. Er werd geprobeerd om rijstteelt te ontwikkelen maar dit mislukte.
Enkele weken na zijn ontslag nam Wise deel aan een onverwachte tussentijdse verkiezing voor het kiesdistrict 'Northern Province' in West-Australië. Vanaf september 1956 zetelde hij voor labor in het West-Australische hogerhuis. In november 1958 werd hij door Ben Hawke tot minister van industriële ontwikkeling, lokaal bestuur en stadsplanning aangeduid. Op 21 maart 1959 verloor de regering Hawke echter de verkiezingen. Van 1962 tot 1966 leidde Wise de oppositie in het hogerhuis. In 1970 werd hij nog West-Australisch afgevaardigde in de 'Commonwealth Parliamentary Association' in Canberra. Wise ging op rust in mei 1971.

## Nalatenschap
Wise weigerde twee maal om tot ridder geslagen te worden. Hij aanvaardde in 1979 wel de titel van officier in de Orde van Australië. Wise stierf op 29 juni 1986. Hij ontving een staatsbegrafenis en werd gecremeerd. Zijn overblijfselen bevinden zich op het kerkhof van Karrakatta. Wise liet zijn tweede echtgenote achter, een zoon en twee dochters uit zijn eerste huwelijk en een zoon en drie dochters uit zijn tweede huwelijk.
De botanicus Charles Gardner noemde Acacia wiseana naar Wise.
- Australian Dictionary of Biography: wise-frank-joseph-scott-15616
- SNAC: w6qf94wj
- Trove: 618596
- Virtual International Authority File: 94449385